# Середняя (приток Хвойки)

Середняя — река в России, протекает в Даровском районе Кировской области. Устье реки находится в 11 км по левому берегу реки Хвойка. Длина реки составляет 17 км.
Исток реки находится на Северных Увалах в лесном массиве в 19 км к юго-востоку от посёлка Верхняя Волманга (центр Верхневолмангского сельского поселения). Река течёт на юго-восток по ненаселённой местности, протекает нежилую деревню Мало-Хвойская. Впадает в Хвойку выше деревни Катюшенки.

## Данные водного реестра
По данным государственного водного реестра России относится к Камскому бассейновому округу, водохозяйственный участок реки — Вятка от города Киров до города Котельнич, речной подбассейн реки — Вятка. Речной бассейн реки — Кама.
По данным геоинформационной системы водохозяйственного районирования территории РФ, подготовленной Федеральным агентством водных ресурсов:
- Код водного объекта в государственном водном реестре — 10010300312111100035508
- Код по гидрологической изученности (ГИ) — 111103550
- Код бассейна — 10.01.03.003
- Номер тома по ГИ — 11
- Выпуск по ГИ — 1